# Alan Hume
Alan Hume (* 16. Oktober 1924 in London; † 13. Juli 2010 in Chalfont St. Giles, Buckinghamshire) war ein britischer Kameramann.

## Leben und Wirken
Alan Hume lernte seinen Beruf von der Pike auf: Mit 18 Jahren arbeitete er während des Zweiten Weltkrieges als „Mädchen für alles“ für Olympic Film Laboratories in Acton, Middlesex bei London, als er kurzfristig den Job eines zum Kriegsdienst eingezogenen „Clapper Boys“ und 2. Kameraassistenten bei den Denham Filmstudios von Alexander Korda übernahm. Die Denham Studios waren zu dieser Zeit die größten ihrer Art im Vereinigten Königreich. Hier wurde er von Regisseur David Lean gefördert und stieg bald zum 2. Kamerassisten („Focus-Puller“) auf. 1944 wurde er zum Kriegsdienst eingezogen und diente bis zur Demobilisierung bei der Fleet Air Arm als Fotograf.
Nach Kriegsende arbeitete er weiter als Focus-Puller für die Denham und die Pinewood Studios, bevor er Mitte der 1950er Jahre erste Aufgaben als 1. technischer Kamerassist („camera operator“) übernahm. Der erste Film, den er als hauptverantwortlicher Kameramann („director of photography“) übernahm, war die Filmkomödie No Kidding – Beware of Children unter der Regie von Gerald Thomas für die Beaconsfield Studios von Peter Rogers in Buckinghamshire. Diesem Studio blieb er zehn Jahre lang verbunden, seither arbeitete er freischaffend und übernahm in den 1960er Jahren auch Aufgaben als hauptverantwortlicher Lichtgestalter („lighting director“) für Film und Fernsehen. Bekannt wurde Hume während der 1970er und 1980er Jahre durch seine Kameraarbeit für James-Bond-Filme mit Roger Moore, für die ihn Regisseur John Glen in den Pinewood Studios hinter die Kamera holte. So filmte er 1976 als Second-unit-Kameramann die legendäre Skisprung-Eröffnungsszene von Der Spion, der mich liebte, 1981 war er erstmals 1. Kameramann und war in dieser Funktion für James Bond 007 – In tödlicher Mission tätig. Es folgten 1983 James Bond 007 – Octopussy sowie 1985 James Bond 007 – Im Angesicht des Todes. Danach wurde Hume von Alec Mills als Kameramann für die James-Bond-Filme abgelöst. Der „Bond-Familie“ jener Jahre blieb er auch nach Beendigung der Zusammenarbeit verbunden und nahm regelmäßig an Treffen ehemaliger Bond-Film-Mitarbeiter und -Stars teil, so zuletzt 2009 beim Event From Pinewood with Love.
Hume verantwortete auch die Kameraarbeit für den sechsten Teil der Star-Wars-Saga Die Rückkehr der Jedi-Ritter und für den britischen Kinoerfolg und Kultfilm Ein Fisch namens Wanda. Auch wirkte Hume an zahlreichen Teilen der Carry-On-Filmreihe mit. Seit den 1990er Jahren arbeitete er ausschließlich für das britische Fernsehen und zog sich 1998 von der Kameraarbeit ins Privatleben zurück.
1964 wurde er in die British Society of Cinematographers gewählt, deren Vorsitzender er von 1969 bis 1971 war; 1989 wurde er für den Best Cinematography Award nominiert. 2004 erschien seine Autobiographie A Life through the Lens. Memoirs of a Film Cameraman.
Hume war Vater von vier Kindern, die, ebenso wie ein Enkel, alle im Filmgeschäft oder in der Kameraarbeit tätig waren oder sind.

## Filmografie (Auswahl)
- 1955: Das Ende einer Affaire (The End of the Affair) (als Kamerführer)
- 1960: No Kidding – Beware of Children
- 1961: Nicht so toll, Süßer (Carry On Regardless)
- 1962: Ist ja irre – der Schiffskoch ist seekrank (Carry On Cruising)
- 1963: Der Kuß des Vampirs (The Kiss of the Vampire)
- 1963: Ist ja irre – diese müden Taxifahrer (Carry On Cabby)
- 1964: Ist ja irre – Agenten auf dem Pulverfaß (Carry On Spying)
- 1964: Ist ja irre – Cäsar liebt Cleopatra (Carry On Cleo)
- 1964: Ist ja irre – ’ne abgetakelte Fregatte (Carry On Jack)
- 1965: Ist ja irre – der dreiste Cowboy (Carry On Cowboy)
- 1965: Die Todeskarten des Dr. Schreck (Dr. Terror’s House of Horrors)
- 1966: Ist ja irre – Alarm im Gruselschloß (Carry On Screaming!)
- 1967: Ist ja irre – Nur nicht den Kopf verlieren (Don’t Lose Your Head)
- 1967: Ist ja irre – In der Wüste fließt kein Wasser (Follow That Camel)
- 1967: Das total verrückte Krankenhaus (Carry On Doctor)
- 1969: Kapitän Nemo (Captain Nemo and the Underwater City)
- 1971: Heinrichs Bettgeschichten oder Wie der Knoblauch nach England kam (Carry On Henry)
- 1971: Jagd durchs Feuer (The Firechasers)
- 1971: Zeppelin
- 1972: Ein total verrückter Urlaub (Carry On Abroad)
- 1972: Schütze dieses Haus (Bless This House)
- 1973: Mißwahl auf Englisch (Carry On Girls)
- 1975: Caprona – Das vergessene Land (The Land That Time Forgot)
- 1975: Cleopatra Jones gegen die Drachenlady (Cleopatra Jones and the Casino of Gold)
- 1976: Der sechste Kontinent (At the Earth’s Core)
- 1976: Gullivers Reisen (Gulliver’s Travels)
- 1976/77: Der Spion, der mich liebte (2. Unit)
- 1977: Caprona – Die Rückkehr der Dinosaurier (The People That Time Forgot)
- 1977: Der Tiger aus Taipeh (The Amsterdam Kill)
- 1978: Mach’ weiter, Emmanuelle (Carry On Emmanuelle)
- 1979: Im Banne des Kalifen (Arabian Adventure)
- 1979: Die Bäreninsel in der Hölle der Arktis (Bear Island)
- 1981: Caveman – Der aus der Höhle kam (Caveman)
- 1981: In tödlicher Mission (For Your Eyes Only)
- 1981: Die Nadel (Eye of the Needle)
- 1983: Die Rückkehr der Jedi-Ritter (Star Wars: Episode VI – Return of the Jedi)
- 1983: Octopussy
- 1984: Supergirl
- 1985: Im Angesicht des Todes (A View to a Kill)
- 1985: Lifeforce – Die tödliche Bedrohung (Lifeforce)
- 1985: Expreß in die Hölle (Runaway Train)
- 1987: Ein Fisch namens Wanda (A Fish Called Wanda)
- 1988: Genie und Schnauze (Without a Clue)
- 1988: Jack the Ripper – Das Ungeheuer von London (Jack the Ripper) (Fernsehfilm)
- 1991: Stepping Out
- 1991: Eve 8 – Außer Kontrolle (Eve of Destruction)
- 1992: Mach’s nochmal, Columbus (Carry On Columbus)
- 1994: The Return of the Native

## Schriften
Alan Hume (mit Gareth Owen): A Life through the Lens. Memoirs of a Film Cameraman. Mit einem Vorwort von Peter Rogers und Kevin Connor. MacFarland & Company 2004.